# Robert Altmayer
Marie Robert Altmayer (Bordeaux, 30 luglio 1875 – Parigi, 11 febbraio 1959) è stato un generale francese, che durante la seconda guerra mondiale fu comandante della 10e Armée il corso della battaglia di Francia.

## Biografia

### Gli inizi
Nacque a Bordeaux il 30 luglio 1875, figlio del maggiore generale Victor Joseph Altmayer e di sua moglie Marie Jeanne Esther De La Ruelle. Arruolatosi nell'Armée de terre, a partire dal 1893 frequentò la École spéciale militaire de Saint-Cyr. Nel 1895 fu assegnato in servizio al 9e Régiment de Dragons con il grado di sottotenente. Promosso tenente nell'ottobre 1897, fu trasferito agli spahi in servizio presso l'Escadron de spahis du Soudan operante nel Sudan francese e nel luglio 1900 al 2e Escadron de spahis sénégalais di stanza nel Senegal. Nel settembre 1902 iniziò a prestare servizio nel 10e Régiment de Dragons, nel marzo 1904 venne trasferito al 5e Régiment de Dragons. Nell'aprile 1904 passò in servizio nell'8e Régiment de Hussards e lì, nel marzo 1906, venne promosso capitano. Nel maggio 1906 passò al servizio nel 9e Régiment de cuirassiers, poi presso lo stato maggiore del VIe Corps d'Armée e quindi al 26e Régiment de Dragons. Nell'aprile 1911 venne mandato al 12e Régiment de Hussards e nel gennaio 1913 venne trasferito presso le truppe di occupazione nel Marocco francese.

### Prima guerra mondiale
All'inizio della prima guerra mondiale venne promosso chef d'escadron (settembre 1914) e, nel mese di dicembre, assegnato in servizio presso lo stato maggiore della 5e Région militaire a Orléans. Nell'aprile 1915 venne insignito della Legion d'onore. Nell'aprile dell'anno successivo venne trasferito al 9e Régiment de tirailleurs, prima di essere distaccato al 125e Régiment d'infanterie dopo la sua promozione a tenente colonnello avvenuta nel novembre 1916. Nel luglio 1917 divenne ufficiale di stato maggiore presso il comando della 3e Armée e poi nell'aprile 1918 venne assegnato al 5e Régiment de cuirassiers.

### Tra le due guerre
Promosso colonnello il 27 marzo 1919, il mese successivo assunse il comando del reggimento e nel 1920 passò al comando dell'8e Régiment de Hussards. Nel giugno di quell'anno ricevette la Croce di Ufficiale della Legion d'onore.
Dopo cinque anni al comando del reggimento degli ussari, assunse il comando del 4e Groupement Régionel de Cavalerie di stanza a Montauban il 22 maggio 1925, venne promosso al grado di generale di brigata il 10 novembre successivo. Dopo la sua promozione a général de division il 7 gennaio 1929, prestò servizio dal 7 gennaio al 17 ottobre 1929 come comandante delle unità di cavalleria di stanza in Algeria. Tra il 17 ottobre 1929 e il 9 ottobre 1931 fu comandante della 1e Division de cavalerie di stanza a Lione. 
Il 9 ottobre 1931 fu promosso al rango di generale di corpo d'armata e nominato comandante generale della 9e Région militaire a Tours, incarico mantenuto sino al 14 ottobre 1932. Dal 14 ottobre 1932 al 5 ottobre 1936 fu Ispettore generale della cavalleria; durante questo periodo venne insignito della Croce di ufficiale dell'Ordine delle Palme accademiche nel dicembre 1932. Messo a disposizione per incarichi speciali (5 ottobre 1936-30 luglio 1937), si ritirò dal servizio attivo il 30 luglio 1937.

### Seconda guerra mondiale e fine del servizio
Dopo l'inizio della seconda guerra mondiale fu richiamato in servizio attivo il 2 settembre 1939 e, tra il 2 e il 15 settembre, ricoprì l'incarico di comandante generale della 10e Région militaire a Strasburgo. Dopo essere stato nuovamente trasferito nella riserva, il 15 settembre 1939, si dimise dal servizio militare il 26 settembre 1939. Durante la battaglia di Francia venne richiamato in servizio attivo il 21 maggio 1940 e prestò servizio, tra il 24 maggio e il 1 giugno 1940, inizialmente come comandante generale del Gruppo di armate "Altmayer", a lui intitolato e poi dal 1 al 19 giugno 1940 come comandante della 10e Armée operante nel settore che andava dalla Somme a Rennes. Alle 4:00 del 4 giugno lanciò con la sua armata un attacco contro la testa di ponte tedesca di Abbeville, richiedendo inizialmente l'appoggio della Armée de l'air, che successivamente rifiutò. Il 19 giugno 1940 venne fatto prigioniero di guerra dai tedeschi, venendo liberato il 23 dicembre 1941. Si ritirò definitivamente a vita privata il 26 febbraio 1942. Insignito della Gran Croce della Legion d'Onore nel settembre 1950, si spense a Parigi l'11 febbraio 1959.

## Pubblicazioni
- La Xe Armée sur la Basse Somme en Normandie vers le réduit breton. Mai-Juin 1940, Editions Defense de la France, Paris, 1946.

### Annotazioni
1. ↑  In quei giorni esclamò: Cosa me ne faccio di questa aviazione? Ho una tale abbondanza di artiglieria salvo dire dopo il fallimento dell'offensiva che la totale sconfitta era dovuta: all'inferiorità della nostra aviazione.

### Fonti
1. 1 2 3 4 5 6 7 8 9  Generals.
2. 1 2 3 4 5 6 7 8 9 10  Geneanet.
3. 1 2  Harvey 2021, p. 16.